# Судан на летних Олимпийских играх 1996
Судан принимал участие в Летних Олимпийских играх 1996 года в Атланте (США) в седьмой раз за свою историю, но не завоевал ни одной медали.